# Aumale (Seine-Maritime)
Aumale ist eine französische Gemeinde mit 1985 Einwohnern (Stand 1. Januar 2022) im Département Seine-Maritime in der Region Normandie. Sie gehört zum Arrondissement Dieppe und zum Kanton Gournay-en-Bray.

## Geografie
Aumale ist die östlichste Gemeinde des Départements Seine-Maritime. Sie liegt im Tal der Bresle, 16 Kilometer von Formerie und Hornoy-le-Bourg, 18 Kilometer von Foucarmont und Poix-de-Picardie, 21 Kilometer von Grandvilliers, 22 Kilometer von Blangy-sur-Bresle und 26 Kilometer von Neufchâtel-en-Bray und Forges-les-Eaux entfernt.

## Bevölkerungsentwicklung
| Bevölkerungsentwicklung | Bevölkerungsentwicklung | Bevölkerungsentwicklung | Bevölkerungsentwicklung | Bevölkerungsentwicklung | Bevölkerungsentwicklung | Bevölkerungsentwicklung | Bevölkerungsentwicklung |
| ----------------------- | ----------------------- | ----------------------- | ----------------------- | ----------------------- | ----------------------- | ----------------------- | ----------------------- |
| Jahr                    | 1962                    | 1968                    | 1975                    | 1982                    | 1990                    | 1999                    | 2009                    |
| Einwohner               | 2716                    | 2833                    | 2825                    | 2876                    | 2690                    | 2577                    | 2405                    |

## Sehenswürdigkeiten
- Die Kirche St-Pierre-St-Paul wurde von 1508 bis 1601 wiederaufgebaut, nachdem sie 1472 von Karl dem Kühnen zerstört worden war. Das Seitenportal wird Jean Goujon zugeschrieben. Die Kirche enthält Glasfenster aus dem 16. Jahrhundert und die Grablege der Herzöge von Aumale.

Kirche Saint-Pierre et Saint-Paul in Aumale
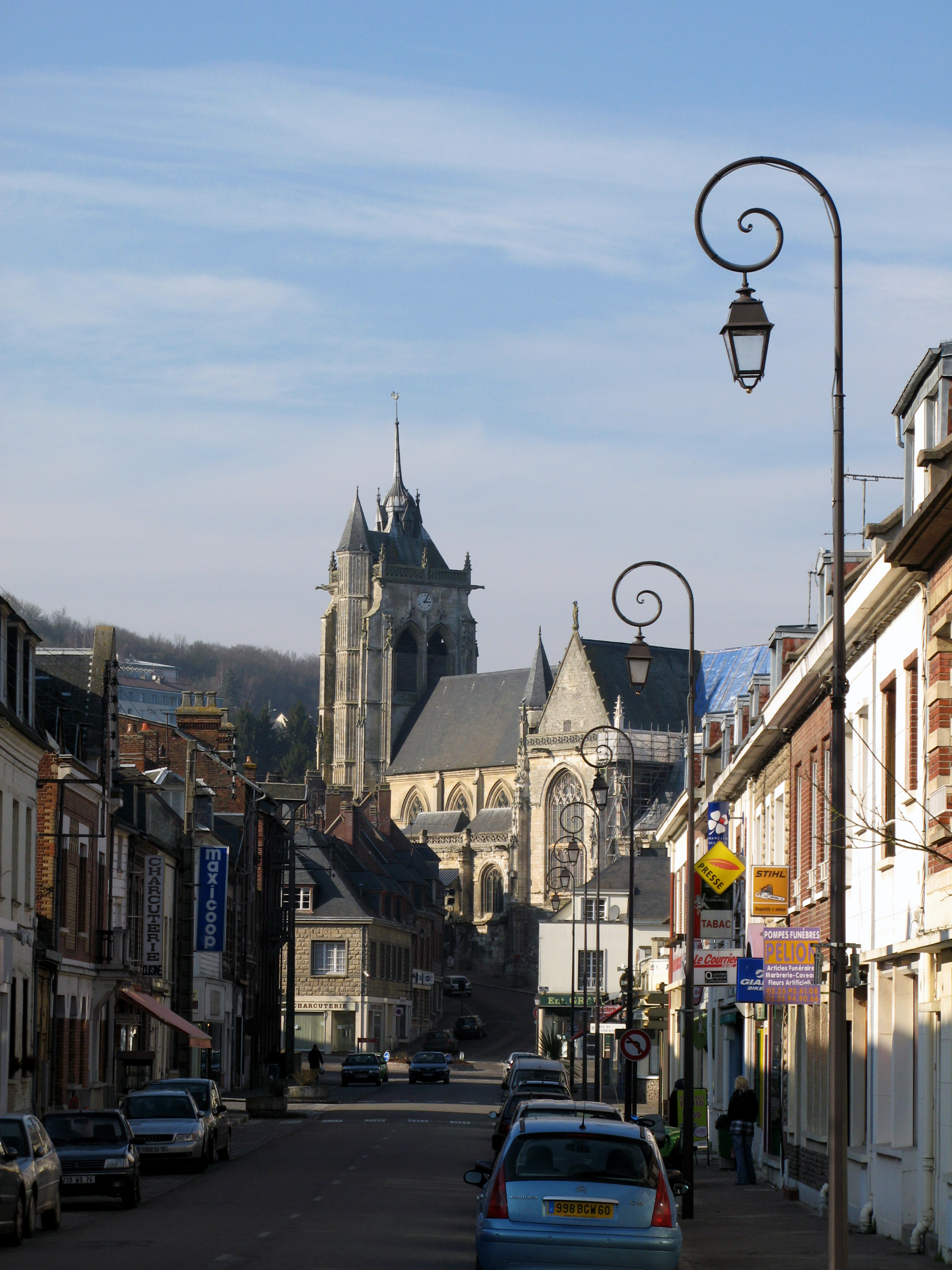
Die Kirche im Ortsbild
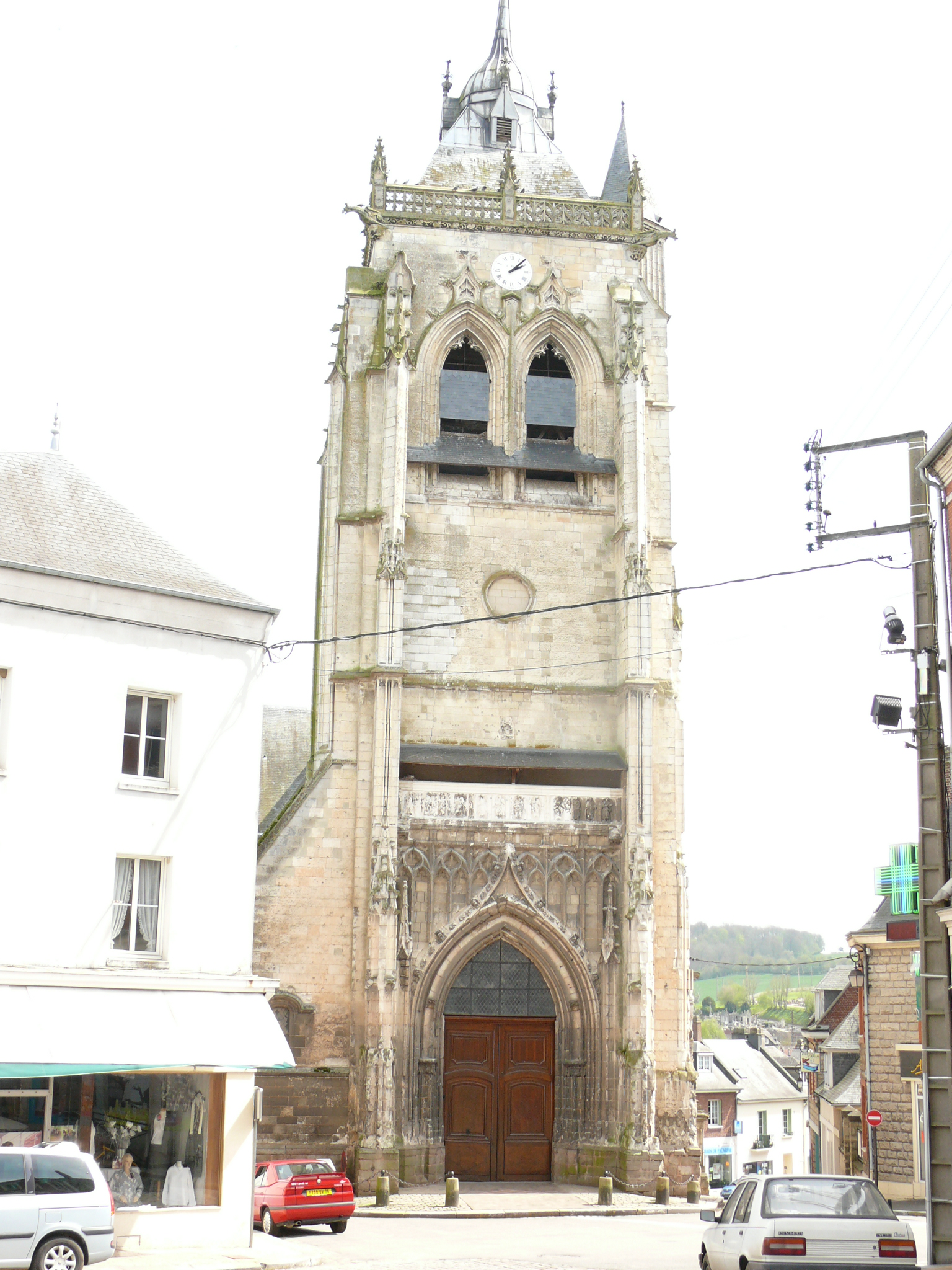
Turm
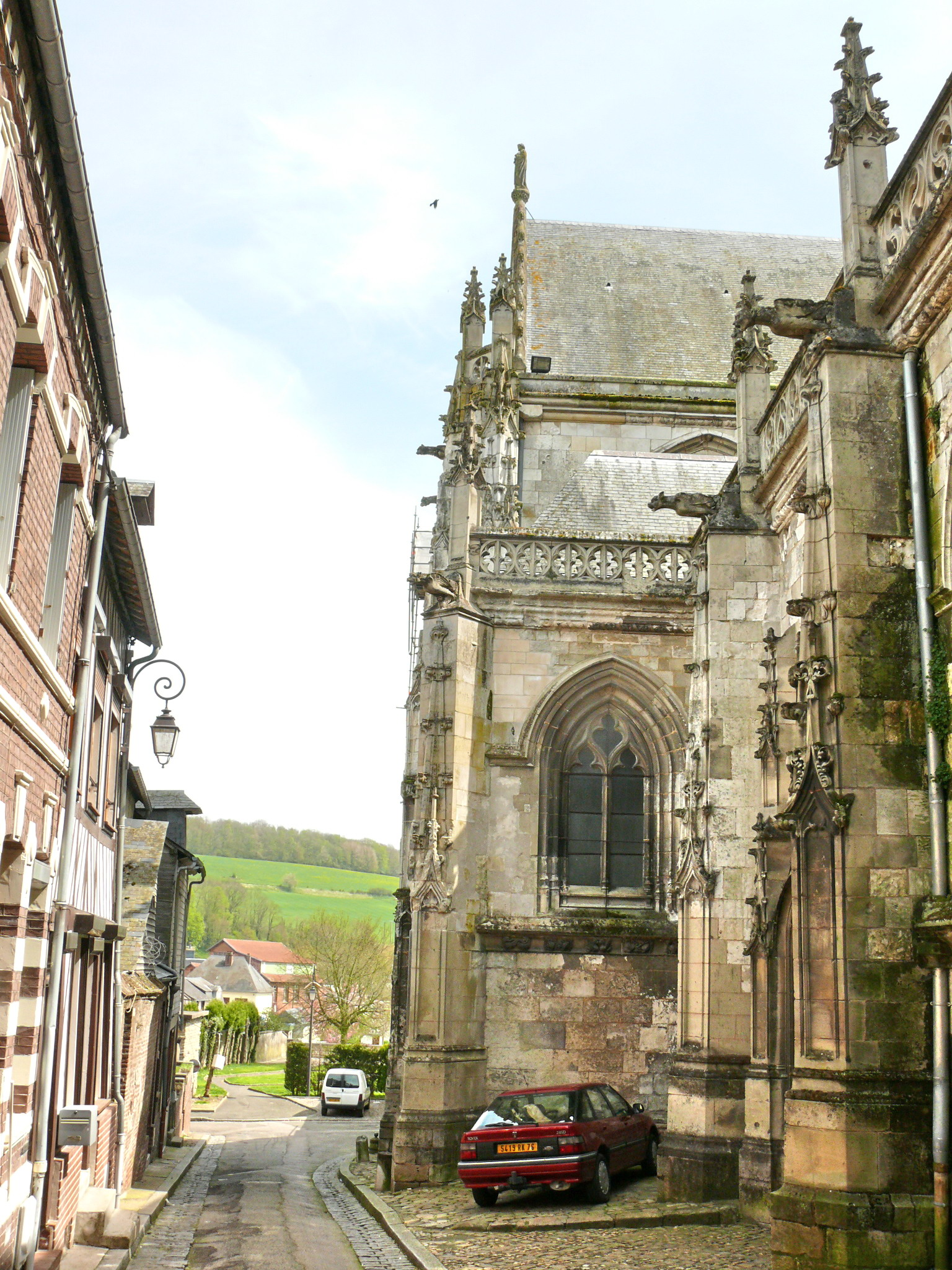
Nördliches Seitenschiff
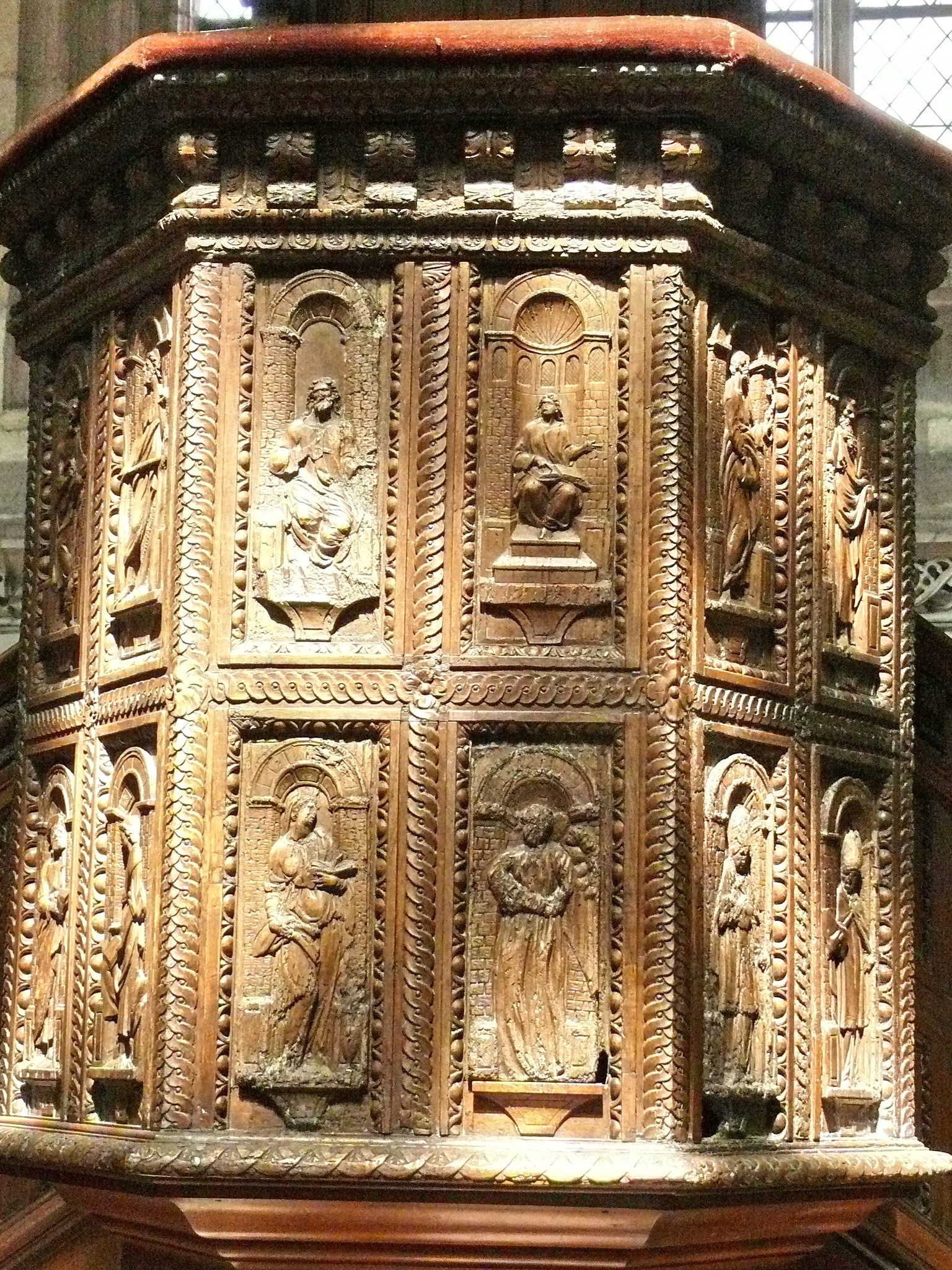
Schnitzarbeiten am Kanzelkorb
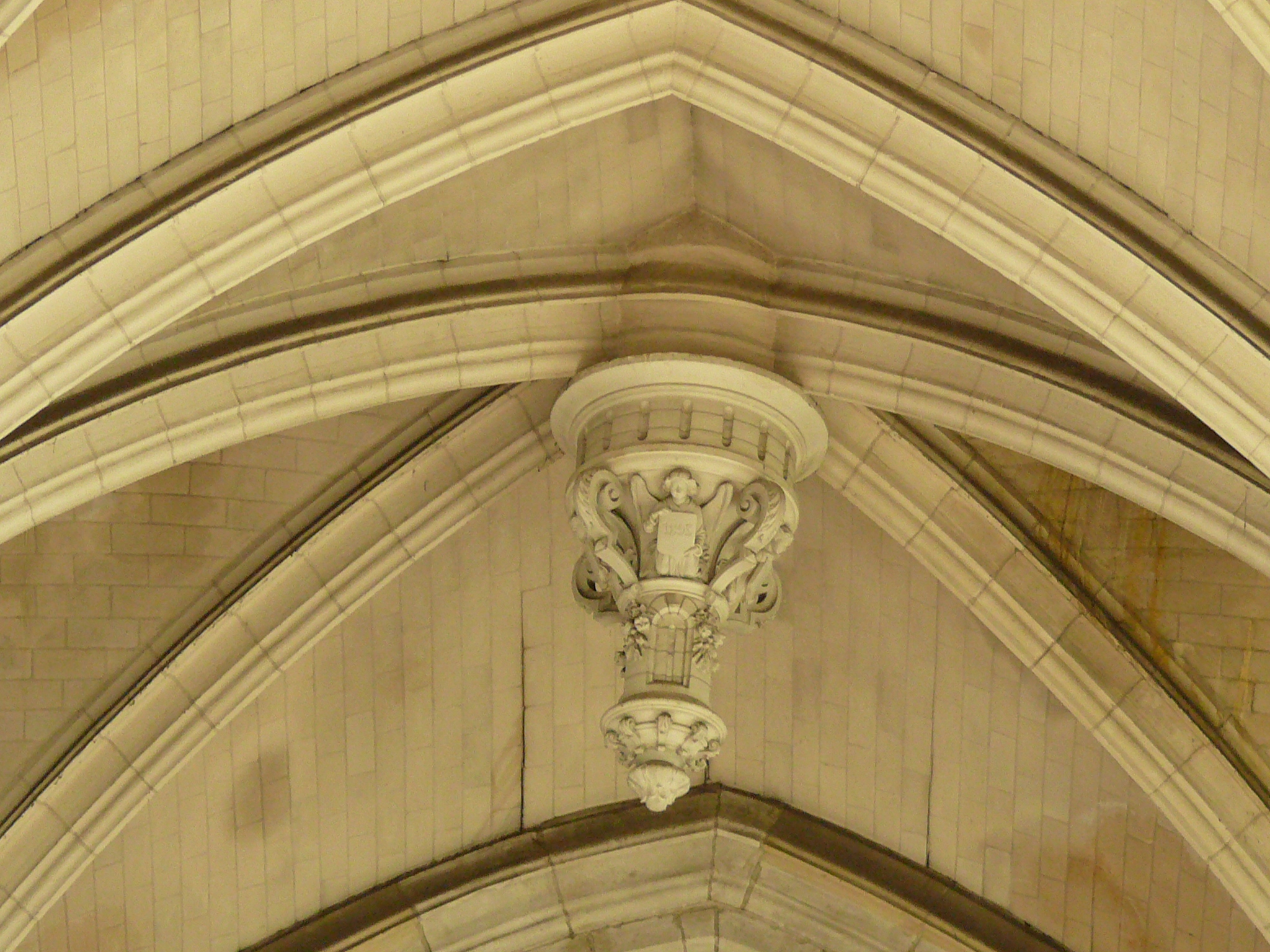
Hängender Schlussstein (Abhängling) im Chor

- Hôtel de Ville (Rathaus), 16. Jahrhundert
- Hospital, 17. Jahrhundert
- Häuser aus dem 16. und 17. Jahrhundert
- Kapelle Notre-Dame du Cardonnoy, 13. und 17. Jahrhundert
- Schloss Le Bois-Robin, 17. Jahrhundert
- Turm und Logis der Mönche der Abtei Auchy, 16. Jahrhundert

## Städtepartnerschaften
- Cuckfield, England
- Csurgó, Ungarn, seit 1992

## Persönlichkeiten
- Grafen und Herzöge von Aumale
- Alfred Le Petit (1841–1909), Maler und Karikaturist, in Aumale geboren